# Egérszürke függőcinege
Az egérszürke függőcinege vagy szürkedolmányos függőcinege (Anthoscopus musculus) a verébalakúak (Passeriformes) rendjébe, ezen belül a függőcinege-félék (Remizidae) családjába tartozó, 8 centiméter hosszú madárfaj. Etiópia, Dél-Szudán, Kenya, Szomália, Tanzánia és Uganda szubtrópusi, trópusi száraz szavannáin, bokros területein él. Többnyire rovarokkal táplálkozik.

## Fordítás
- Ez a szócikk részben vagy egészben  a   Mouse-coloured penduline tit című angol Wikipédia-szócikk fordításán alapul.  Az eredeti cikk szerkesztőit annak laptörténete sorolja fel. Ez a jelzés csupán a megfogalmazás eredetét és a szerzői jogokat jelzi, nem szolgál a cikkben szereplő információk forrásmegjelöléseként.